# DINK
DINK jest akronimem od angielskiego wyrażenia „dual (double) income, no kids”, co znaczy po polsku „podwójny dochód, zero dzieci” i określa małżeństwo lub związek bezdzietny z wyboru, w którym oboje partnerów pracuje zawodowo. Para DINK posiada duży fundusz swobodnej decyzji i możliwość przeznaczania części swoich zarobków na podróże czy produkty luksusowe. 
Pojęcie zostało ukute w USA w latach 80. XX wieku w czasie rozkwitu kultury „yuppie”. Według Wielkiego Słownika Wyrazów Obcych PWN DINK może również określać każdego z małżonków (bądź partnerów) tworzących związek nastawiony na rozwój zawodowy i sukces finansowy, zakładający przy tym rezygnację z rodzicielstwa. Większość osób tworzących takie związki to osoby w wieku 25-34 lat. Termin jest używany również w Wielkiej Brytanii i sporadycznie w Indiach oraz Chinach.
Żartobliwym antonimem terminu DINK jest SITCOM – single income, two children, oppressive mortgage, tłumaczony jako: „pojedynczy dochód, dwoje dzieci i przytłaczająca hipoteka/niespłacony kredyt”.

## Warianty
- DINKY (dual (double) income, no kids yet)  – podwójny dochód, jeszcze bez dzieci;
- GINK (green inclinations, no kids) jako określenie osób bezdzietnych z wyboru ze względów ekologicznych.